# Gaëlle Arquez
Gaëlle Arquez (geboren 1983 in Saintes) ist eine französische Opernsängerin der Stimmlage Mezzosopran.

## Leben und Werk
Gaëlle Arquez absolvierte ein Studium der Musikwissenschaft und studierte Gesang am Conservatoire National Supérieur de Musique et de Danse de Paris. Zu ihren Lehrern zählten Malcolm Walker, Kenneth Weiss, Jeff Cohen und Susan McCulloch. In den Jahren 2007 und 2008 tourte sie mit der Titelpartie in Ravels L’enfant et les sortilèges durch Frankreich. 2009 übernahm sie die Titelpartie in Janáčeks Das schlaue Füchslein in einer Konservatoriumsproduktion in Paris, die danach auch am Théâtre Royal de Wallonie in Liège und am Grand Théâtre de Reims gezeigt wurde. Sie gewann eine Reihe von Preisen und Stipendien, darunter 2009 den Prix de Chant du Conservatoire national supérieur de musique de Paris.

### Oper
Die Schwerpunkte ihres Repertoires liegen einerseits auf Barockmusik, andererseits auf dem klassischen französischen Repertoire – von Lully und Rameau über Berlioz, Gounod, Offenbach und Bizet bis zu Debussy und Messiaen. Die Sängerin ist auch als Mozart-Interpretin bekannt und unternimmt fallweise „Ausflüge“ in das deutsche, italienische und tschechische Repertoire.
Sie sang an der Opéra de Lille, an der Opéra national de Lorraine in Nancy, an der Opéra de Lausanne und am Théâtre du Capitole in Toulouse, an der Opéra de Saint-Etienne, der Opéra de Dijon, der Opéra national de Bordeaux und der Opéra royal de Versailles, mehrfach am Théâtre Royal de la Monnaie in Brüssel und schließlich auch in Paris. 2013 debütierte sie an der Opéra Bastille und singt seither an diesem Haus in Monteverdi-, Mozart- und Verdi-Rollen. In diesem Jahr gastierte Arquez auch an der Ópera Nacional de Chile in Santiago de Chile.
2013 erfolgten auch ihre ersten Auftritte im deutschsprachigen Raum – als Medea in Händels Teseo an der Oper Frankfurt und als Idamante in Mozarts Idomeneo im Theater an der Wien, inszeniert von Damiano Michieletto. In Frankfurt singt sie weiterhin, darunter die Titelpartien in Carmen und Serse sowie die Rolle der Mélisande. 2015 übernahm sie am Théâtre du Châtelet in Paris die Titelpartie in Offenbachs La Belle Hélène. Im selben Jahr debütierte sie an der Bayerischen Staatsoper in München und 2016 an der Komischen Oper in Berlin. Am 16. Oktober 2016 debütierte sie an der Wiener Staatsoper, in der Titelpartie einer Neuinszenierung von Glucks Armide, gesungen in der französischen Originalfassung, inszeniert und ausgestattet von einem französischen Team, zusammengesetzt aus Ivan Alexandre (Regie), Pierre-André Weitz (Ausstattung) und Bertrand Killy (Licht). Es spielten die Musiciens du Louvre aus Grenoble, dirigiert von Marc Minkowski. Publikum und Presse reagierten enthusiastisch, die Performance der Sängerin – sowohl darstellerisch als auch stimmlich – wurde gelobt.
Im Sommer 2017 sang sie die Titelpartie in Carmen auf der Seebühne in Bregenz.

### Konzert
Im Konzertsaal tritt Arquez insbesondere mit Liederabenden und als Spezialistin für Werke von Olivier Messiaen hervor. Sie gab Recitals im Teatro Marcello in Rom, in der Pariser Salle Pleyel und im Louvre, beim Festival de Beaune und beim Festival Messiaen in Pays de la Meine; dort 2012 auf Einladung von Pierre Boulez. Sie sang auch in Villers-sur-Mer und Monfort l'Amaury, in Neustadt an der Weinstraße und Karlsruhe sowie an der Musashimo Cultural Fundation in Tokyo.
Arquez hat u. a. unter der musikalischen Leitung von Pierre Boulez, René Jacobs, Philippe Jordan und Yann Molénat gesungen.

## Rollen (Auswahl)
| Bizet: - Titelpartie in Carmen Cherubini: - Neris in Médée Debussy: - Mélisande in Pelléas et Mélisande Gluck: - Titelpartie in Armide Gounod: - Stéphano in Roméo et Juliette Händel: - Medea in Teseo - Zenobia in Radamisto - Irene in Tamerlano - Titelpartie in Serse Humperdinck: - Hänsel in Hänsel und Gretel Janáček: - Titelpartie in Das schlaue Füchslein Lully: - Libye in Phaëton |  | Massenet: - Le Prince Charmant in Cendrillon Monteverdi: - Nerone, Drusilla und La Fortuna in L’incoronazione di Poppea Mozart: - Idamante in Idomeneo - Zerlina in Don Giovanni - Dorabella in Così fan tutte Offenbach: - Titelpartie in La Belle Hélène - La Muse/Niklausse in Les Contes d'Hoffmann Rameau: - Phébé in Castor et Pollux - Iphise in Dardanus Ravel: - L'enfant in L’enfant et les sortilèges Rossini: - Rosina in Il barbiere di Siviglia - Angelina in La Cenerentola Verdi: - Meg Page in Falstaff |

## Aufnahmen
- Vivaldi: Orlando furioso 1714 (Naïve, CD)
- Jean-Philippe Rameau: Dardanus (Alpha, CD 2013)
- Cherubini: Médée (Bel Air Classiques, DVD)
- Bizet: Carmen, (Liveaufnahme von den Bregenzer Festspielen 2017, CMajor, DVD)

## Auszeichnungen
- 2006: Bourses Musicales des Zonta Clubs de France
- 2007: Yamaha Music Foundation of Europe Competition
- 2009: Prix de Chant du Conservatoire national supérieur de musique de Paris
- 2009: Wigmore Hall Independent Opera Voice Fellowship